# Kukonisi
Kukonisi (en griego moderno, Κουκονήσι) es un islote griego del mar Egeo, ubicado junto a la zona central de la isla de Lemnos, en la bahía de Mudros. 

## Arqueología
En Kukonisi hubo un asentamiento desde tiempos prehistóricos, cuando debió estar unido a la isla de Lemnos por un brazo de tierra natural. Este asentamiento creció en la Edad del Bronce, y experimentó un apogeo especialmente en el Bronce Medio y en el inicio del Bronce Reciente, épocas en que las que era un centro portuario muy destacado en la zona. También estuvo habitado en los periodos geométrico y arcaico, aunque en estos de manera descendente.
Algunos objetos de la Edad del Bronce hallados en Kukonisi están relacionados con la civilización minoica, como cuencos cónicos, jarros, lámparas y mesas de ofrendas. Por otra parte, los hallazgos de cerámica e ídolos micénicos sugieren a algunos investigadores que aquí hubo un asentamiento o colonia perteneciente a la civilización micénica. Se da la circunstancia de que es importante la presencia de cerámica micénica incluso en el periodo posterior a la caída de los palacios micénicos, el heládico reciente IIIC.